# Куканське сільське поселення
Кука́нське сільське поселення (рос. Куканское сельское поселение) — сільське поселення у складі Хабаровського району Хабаровського краю Росії.
Адміністративний центр — селище Кукан.

## Населення
Населення сільського поселення становить 951 особа (2019; 1061 у 2010, 1373 у 2002).

## Склад
До складу сільського поселення входять:
| Населений пункт  | Населення, осіб (2002) | Населення, осіб (2010) |
| ---------------- | ---------------------- | ---------------------- |
| Догордон, селище | 118                    | 81                     |
| Кукан, селище    | 1255                   | 980                    |